# Alejandro Fauré
Alejandro Fauré Boyer (Valparaíso, 5 de mayo de 1865 - 9 de noviembre de 1912) fue un dibujante, diseñador y caricaturista chileno.

## Biografía
Hijo de Paul Fauré y Josefina Boyer, inmigrantes franceses que llegaron a Chile escapando de las penurias que se vivían en esa época en Francia. Fue el menor de 6 hermanos.
Comenzó a trabajar en la industria gráfica en 1880, con 15 años, como ayudante del diario perteneciente a la Litografía Guillet. Fue un autodidacta, estudioso de las escuelas europeas, de las cuales su principal influencia fue el Art Nouveau. En aspectos técnicos, incursionó en la litografía y el grabado sobre metal con pluma. Realizó diseño de carteles, avisos publicitarios, logos de marcas, portadas de libros y revistas, así como también una extensa colección de dibujos de la prensa.
Fue considerado como el primer gran afichista chileno. Trabajó para la Litografía Cadot, Imprenta Universo e Imprenta Barcelona. Tuvo a su dirección artística publicaciones como La lira chilena y Noticias gráficas, y se desempeñó también como redactor artístico de numerosas publicaciones. Realizó tiras cómicas para El payaso y portadas para las revistas Pluma y lápiz, Instantáneas, Noticias gráficas, Chile ilustrado y La ilustración.
Se suicidó el 9 de noviembre de 1912, a los 47 años de edad.